# Komet Cučinšan 2
Komet Cučinšan  (uradna oznaka je 60P/Tsuchinshan) je periodični komet z obhodno dobo okoli 6,8 let. Komet pripada Jupitrovi družini kometov.

## Odkritje
Komet so odkrili na Observatoriju Purple Mountain na Kitajskem. Imenuje se po observatoriju, kjer je bil odkrit.